# Пирмухаммедов, Солтан
Солтан Пирмухамедов (туркм. Soltan Pirmuhamedow; 1946, село им. Кирова, Ашхабадская область, Туркменская ССР, СССР) — туркменский государственный деятель, дипломат. С 1996 по 2012 год являлся Чрезвычайным и Полномочным Послом Туркменистана в Узбекистане.

## Биография
Родился в селе им. Кирова Каахкинского района Ашхабадской области.
Окончил Туркменский политехнический институт в 1969 году.
Трудовую деятельность начал в 1964 году техником института «Туркменгипрозем».
В 1969—1970 годах работал преподавателем ТПТИ.
В 1970—1980 годах инструктор, заместитель заведующего отделом ЦК, первый секретарь райкома, Ашхабадского горкома, обкома ЛКСМ Туркменистана.
В 1980—1986 годах заместитель заведующего отделом Ашхабадского обкома, председатель парткомиссии при обкоме, первый секретарь райкома партии.
В 1986—1991 годах работал председателем Ашхабадского горкома КНК, первым заместителем заведующего орготделом ЦК, председателем КПК при ЦК Компартии Туркменистана.
В 1991 году председатель Комитета по межреспубликанским отношениям Совета Республик ВС СССР.
Заведующий орготделом Аппарата Президента Туркменистана в 1991—1992 годах.
Первый секретарь Ашгабатского шахеркома (горкома) Демократической партии Туркменистана в 1992—1995 годах.
В 1995 году был назначен министром культуры Туркменистана.
С 1996 года занимает должность Чрезвычайного Полномочного Посла в Узбекистане, вручил верительные грамоты Исламу Каримову 11 апреля 1996 года. Являлся дуайеном дипкорпуса, аккредитованного в Узбекистане. 25 мая 2012 был освобождён от должности Чрезвычайного и Полномочного Посла Туркменистана в Республике Узбекистан в связи с переходом на другую работу.

## Награды
- Орден «Алтын Асыр»  III степени (2009 год)[3]
- Медаль «20 лет Независимости Туркменистана» (2011 год)[4]
- Знак отличия «Искусный дипломат Туркменистана» (17 февраля 2024 года, посмертно) — учитывая большие успехи в деле укрепления государственной независимости и нейтралитета, реализации внешнеполитического курса, наращивания отношений в политической, экономической, культурно-гуманитарной и других областях, защиты государственных интересов Туркменистана, подготовки молодых специалистов, добросовестную и образцовую работу в дипломатической службе на протяжении многих лет, а также по случаю Дня дипломатических работников Туркменистана[5]